# Índice de sequía de Keetch-Byram
El índice de sequía de Keetch-Byram (KBDI) –creado por John Keetch y George Byram en 1968 para el Servicio Forestal de los Estados Unidos– fue concebido sobre la base de modelos matemáticos para predecir la probabilidad de incendios forestales sobre la base de la humedad del suelo y otras condiciones relacionadas con la sequía.
Es un índice que mide la sequía del suelo empleando valores que van de 0 (no sequía) a 800 (extrema sequía) y que se basa en la capacidad del suelo de contener 200 mm de agua. La profundidad del suelo requerida para contener 200 mm de humedad varía. Una sequía prolongada (alto valor KBDI) influye la intensidad de los incendios en gran parte porque los combustibles tienen un menor contenido de humedad.